# 傭兵

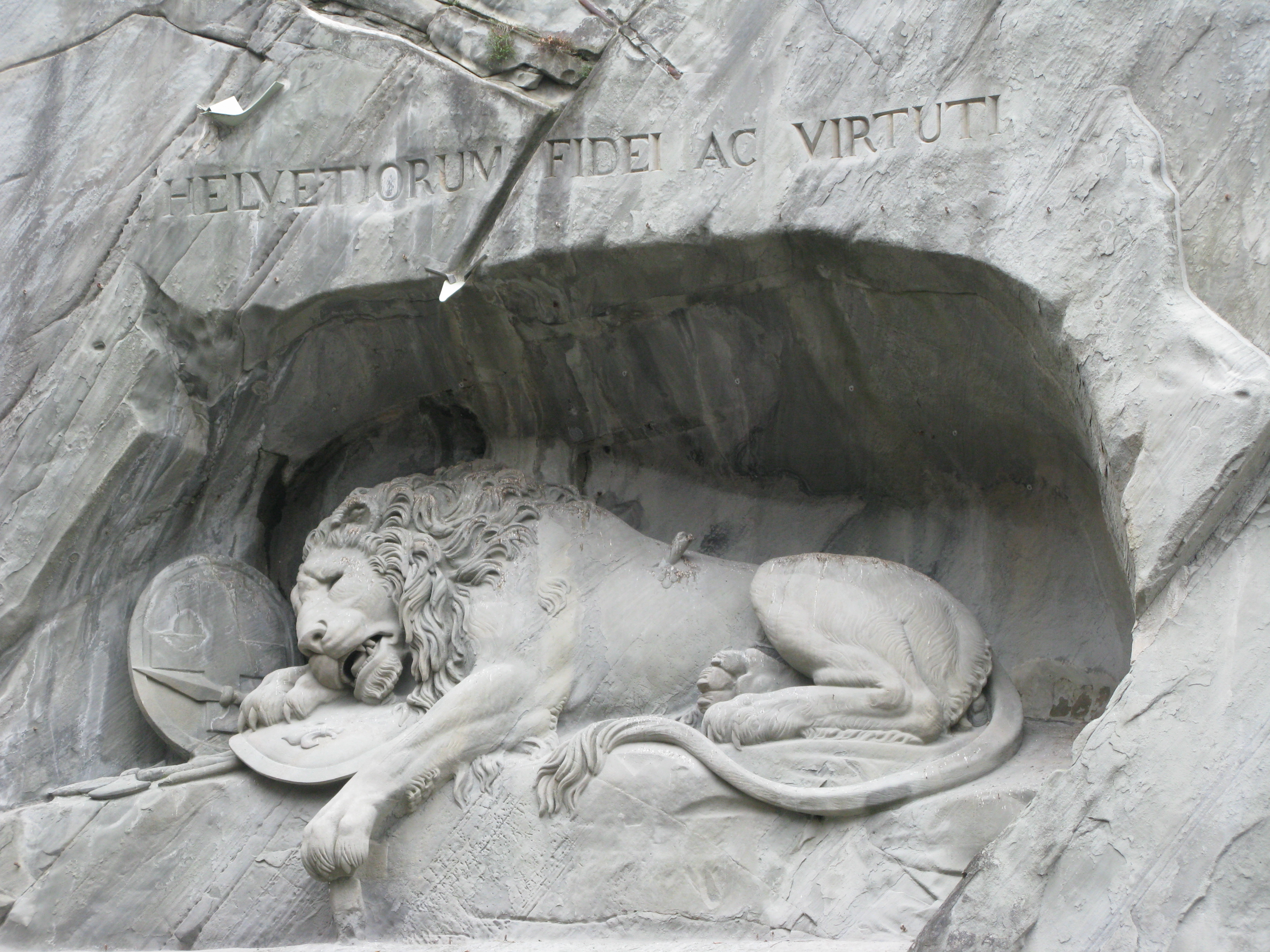
スイスのルツェルンに建てられている「嘆きのライオン」像。
フランス革命の際に国王ルイ16世の命令を守り、降伏後に市民に無抵抗のまま殺害されたスイス人傭兵達の慰霊碑である。
国土の大半が山岳地帯であるため、農業や産業が育たない貧しい国だったかつてのスイスを支えていたのは「血の輸出」と呼ばれる傭兵業であった。

傭兵（ようへい、英: mercenary）は、金銭などの利益により雇われ、直接に利害関係の無い戦争に参加する兵またはその集団である。
「傭」という漢字が常用漢字および新聞漢字表に含まれないため、一部の新聞等の報道では「雇い兵」と表記される。
傭兵は現代でも存在しており、民間軍事会社のような新しい形態の傭兵も登場している。

## 概説

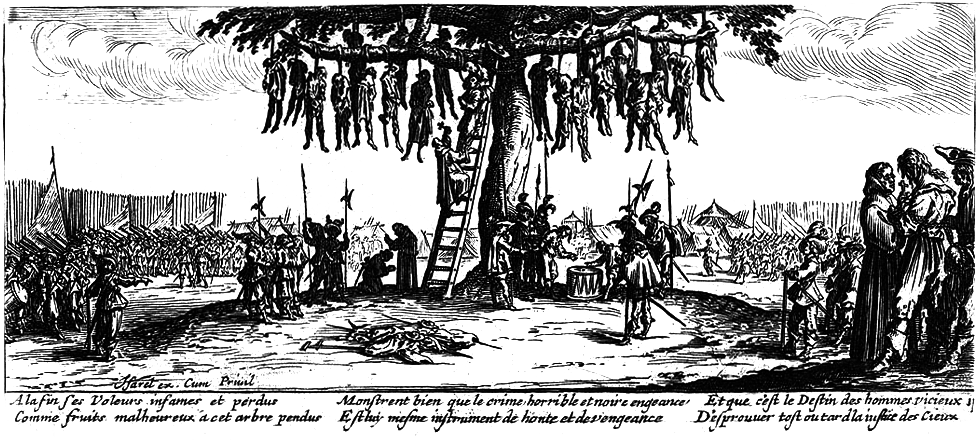
三十年戦争の虐殺を描いた画。
戦争に参加した傭兵達が行った残虐な行動や略奪が原因となり、当時のドイツでは人口が激減した。
この惨禍を教訓にフーゴー・グローティウスが『戦争と平和の法』を著し国際法の基礎が築かれた。

直接利害関係のない第三者でも、大義、信念、信仰などに基づく、金銭が主要目的でないものは義勇兵と呼ぶが、両者の区別はさほど厳密ではない。また国軍の職業軍人は金銭で雇われているが、利害関係のある自国のために戦うため傭兵とは呼ばない。もっとも、近代国家成立以前は、給料をもらう職業軍人はしばしば傭兵と称された。
19世紀の近代国民国家成立の以前においては、傭兵は、市民兵、封建兵、徴集兵、奴隷兵と並ぶ主要な兵の一つであった。
17 - 18世紀、近世に入り各国で中央集権化が進むと、自国民から構成される常備軍が創設されるようになり、従来と比較すると傭兵の需要は減ったが、継続的に戦争が行われる中で傭兵も常備軍と並び、封建軍に置き換わる兵力として使用された（三十年戦争など）。しかし、ニッコロ・マキャヴェッリは『君主論』の中で、その当時のフィレンツェが傭兵に依存している状況を批判して市民軍を創設すべきであると主張し、また、実際に近代国家成立後に国民軍が作られるなどしており、傭兵は国家に忠誠を尽くさずに金銭のために戦争をする戦争屋であるとして、傭兵に頼ることが問題視されるようになり、また傭兵自体も戦争屋などとして非難されることがある。
近代の帝国主義の時代には、非正規な軍事行動を母国の思惑に従って実施する私兵（民兵の一類型）組織が傭兵的に利用された。
現在では、傭兵は国際法上で戦闘員として認められていないが、アフリカの紛争では、民間軍事会社に雇われた事実上の傭兵が暗躍していると指摘されている。また、その他の地域の民族・宗教紛争などでも、義勇兵と傭兵の両要素をもった者が参加している例が多い。イラク戦争においては、アメリカ合衆国連邦政府が「民間軍事会社」を大々的に導入した。2007年10月現在、各社合わせて米正規軍を超える18万人が活動中といわれる。そのうちの少なからぬ部分が事実上の傭兵であると思われるが、業務の性質上詳細は公になっていない。2022年ロシアのウクライナ侵攻においては、「ワグネル・グループ」の活動が国際的に知られている。
国家が傭兵を使用あるいは支援を禁止することを明文化した傭兵の募集、使用、資金供与及び訓練を禁止する条約は1989年に国際連合総会において採択され、2001年に発効したが、2008年11月現在締約国は32ヶ国にとどまっている。
歴史的に傭兵の雇用の困難は、解雇する場合に生じる場合が多い。紀元前240年の第一次ポエニ戦争終結時、カルタゴは解雇条件に不満を示した傭兵の反乱に悩まされ、ハミルカル・バルカに命じ鎮圧を行わせている。豊臣氏は大坂冬の陣において雇い入れた浪人の処断に難渋し、それが遠因となり大坂夏の陣を招いている。
一般的に傭兵は「金次第で雇主を裏切るならず者」、「規律を守らない乱暴者」、「一匹狼」といったイメージを持たれがちであるが、傭兵の受け入れの形態は当該組織や関連組織からの接触、もしくは過去の行動を共にした仲間からの紹介など（直接武装組織に接触して売り込みをかける方法もある）が大半であるため、技術は元より雇主や同業者からの信用や交渉・対人能力も求められており、悪質な者は排斥されるというのが実際である。ただし、それは雇用主に対しての場合であり、傭兵による敵側への略奪、残虐行為などが歴史的に少なからず記録されているのも事実である。軍事史家のクレーナーは、傭兵は戦争の当事者であると同時に犠牲者でもあると評している。

## 定義
1977年のジュネーブ条約第一追加議定書第47条では「傭兵」を以下にあげる事柄を全て満たす場合と定義し、該当する傭兵にはジュネーブ条約第47条が規定する「戦闘員」としての待遇を認めていない。
- 武力紛争において戦うために現地又は国外で特別に採用されていること。
- 実際に敵対行為に直接参加していること。
- 主として私的な利益を得たいとの願望により敵対行為に参加し、並びに紛争当事者により又は紛争当事者の名において、当該紛争当事者の軍隊において類似の階級に属し及び類似の任務を有する戦闘員に対して約束され又は支払われる額を相当上回る物質的な報酬を実際に約束されていること。
- 紛争当事者の国民でなく、また、紛争当事者が支配している地域の居住者でないこと。
- 紛争当事者の軍隊の構成員でなく、また、紛争当事者でない国が自国の軍隊の構成員として公の任務で派遣した者でないこと。

傭兵の募集、使用、資金供与及び訓練を禁止する条約では、武力紛争目的以外として政府転覆目的や憲法秩序弱体化目的や領土保全妨害目的でも傭兵の対象としている。

## 国民軍との違い
徴兵制または志願制による国民軍の軍人も、その多くは報酬を受け取っているが、彼らを傭兵と呼ぶことはない。それは、その歴史的経緯に由来する。
元来、兵役は自己の属する共同体を維持するための義務であり無報酬であった。この事から兵役＝血で贖う税という意味で血税という言葉が生まれている。
「多くの国では初期にあっては装備品ですら各人の負担であった。しかし長期の戦争を戦い、国土を拡大、あるいは防衛するためには、兵役を務める者とその家族の生活を保障する必要がある。この生活保障の必要性から、兵役に報酬が支払われるようになったのである」
このように、国民軍の軍人は元来無報酬（義勇兵。現在でいうボランティア）であり、純粋な職業としてではなく、共同体に属する者としての義務を果たしているという性質上から、給与が支払われていてもこれを傭兵とは呼ぶことはない。
長期戦を戦うには、上記のように国民軍を編成する以外の方法もある。それが傭兵である。国民軍はある程度の義務を負う者で編成されるが、傭兵はその手の義務を負わず、主として報酬を目的とする者で構成されるという違いがあるだけである。

## 歴史上の傭兵
傭兵は自らの肉体しか財産を持たない男性が就き得る数少ない職業でもあったため、その歴史は非常に古く、身分や職業が分化し始めた頃にはすでに戦争に従事して日々の糧を得る人々がいたと推測される。古代オリエントでは徴兵軍、傭兵軍、奴隷軍が軍隊の構成要素であった。
傭兵とその他の兵種の区別が容易になる古代以降では、兵のなり手の少ない文化程度の高い豊かな国（古代ギリシア、ローマ、東ローマ帝国、イタリア都市国家）が雇う例や、直属軍の少ない封建制国家の君主が、直属軍の補強として使う例がある。また、一般的に戦闘の際の臨時の援軍として使われた。

### 日本

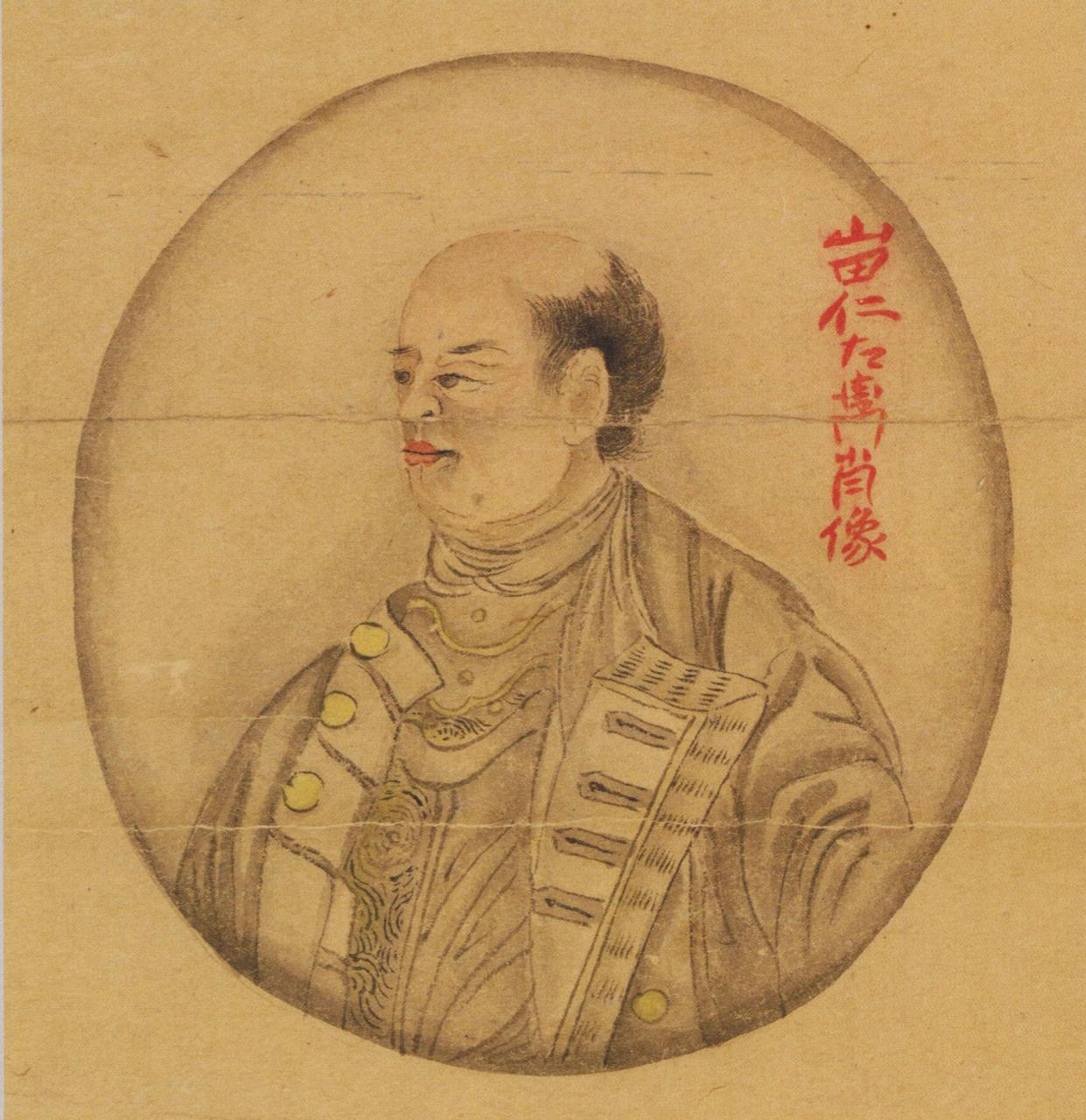
山田長政

日本の武士も古い段階においては傭兵的要素を多分に有していたと言われている。律令制の衰微に伴って軍団に替わって設けられた健児も庸・調の免除を受けた上に兵粮などの名目で多額の金米が支給されていた。その後、軍団制が復活するものの、実態は徴兵制的なものから傭兵的制度に移行していく事になる。
例えば、天平12年に起きた藤原広嗣の乱において、戦闘の帰趨を決したのは徴兵で集めた軍団兵ではなく、隼人や私兵として郡司に雇われていた騎馬兵だった。
大同元年10月に、蝦夷の俘囚640人を太宰府に移動させて防人にしたのを始めとして、9世紀を通じて朝廷は東国で得た戦争捕虜を給養し、防人や海賊対策として西国で活用した。
大同4年6月11日の太政官符には京都の守備兵増員の際に、徴兵された者が「兵士料（兵士銭）」を納めてこれを免れ、代わりに兵士となるものを雇用している実態が明らかにされている。
また、元慶7年に新たな海賊対策として、募集で集めた浪人に官費で装備を与え、要害を守備させる「禦賊兵士の制度」を設けている。これらの職業軍人の募集は、10世紀に諸国の実力者が「諸家兵士」「諸国兵士」と呼ばれる私兵を蓄えて組織化していく傭兵制度の基となった。
また、地方官となった受領達には一般的には自分達を守る兵力を有していなかったために武芸に優れたものを一時的に「郎党」として雇い入れている事があった。『枕草子』には除目の際に受領の候補者とされる人の下に人が集まってきたが、受領になれなかったと聞いて散っていったという描写があるが、こうした人の中には「郎党」となってその経済的恩恵の分け前に与ろうとした人達も含まれていたと考えられている。『雲州消息』にも「参議藤原某より前将軍平某へ護衛の兵を借り受ける」書簡の文例が載せられているが、これもこうした傭兵的な慣習の存在を裏付けている。
中世以後の武士は土地との繋がりが密接だったほか、しばしば長期の平和で戦争が途絶えることがあったため、傭兵的要素は次第に失われていく事になるが、規模は小さかったものの南北朝時代には海賊衆と言われる水軍勢力や悪党・野伏・野武士と呼ばれる半農の武装集団や雑兵（広義的な足軽。中には、戦は二の次にして、乱妨取りばかり行うケースが多く存在した。）などが比較的ポピュラーであったほか、雑賀・根来などの鉄砲、伊賀・甲賀の忍術といった特殊技能集団が傭兵的に雇われた。応仁の乱には骨皮道賢に代表される京中悪党と呼ばれる集団は図屏風にも描かれている。
また、出自が卑しくても、当時「器用人」と呼ばれた有能な武士は主人を幾度も替え、自分の才能を売り込み、藤堂高虎のように大名にまで出世した者もおり、事実上の傭兵とも言える。彼らの目的は金銭的恩賞というよりは、むしろ功績に対して主君から出される感状にあり、これを受けることで、次の仕官において高い報酬を得ることが可能となった。また、身分の別なく、自らを戦力として大名に押し売りする者もいた。彼らは陣借りと言い、自ら武具や兵糧を用意して戦場に駆けつけ、戦に参加した。恩賞を確実に貰えたわけではないが、これによって名を上げた武士もいる。
このようなものの最も大規模な例は大坂の陣で大坂城に入城した浪人であろう。しかしこの戦で大坂方は負け、日本では徳川幕府による天下統一が成し遂げられた。
戦が無くなった国内に活動の余地がなくなり、日本の武士が多数海外に流出したのが当時の現象であった。浪人の中には、山田長政のようにアユタヤ・プノンペンなどに渡り現地の王朝に雇われる者も現れた。ピーター・ウォーレン・シンガーによるとイギリス東インド会社の傭兵の半数は日本人であったとのことである。また、アンボイナ事件において日本人傭兵が殺害される事件がおきている。こうしたことから海外での日本人傭兵の活動の片鱗をうかがうことができる。
近世になると、臨時雇い兵の雑兵は、足軽が大名に「常勤」による同心の身分として雇われることが多かったのと比較すると、不利な部分が多い下の中間、下人と呼ばれる身分は武家奉公人として必要時だけ雇われる「非正規雇用」の身分となることが多かった。
そして、明治維新を経て、武士集団は解体され近代国家として徴兵による国民軍が形成されるに至り、金銭で雇用される兵員という身分は日本からは消滅した。

### ヨーロッパ

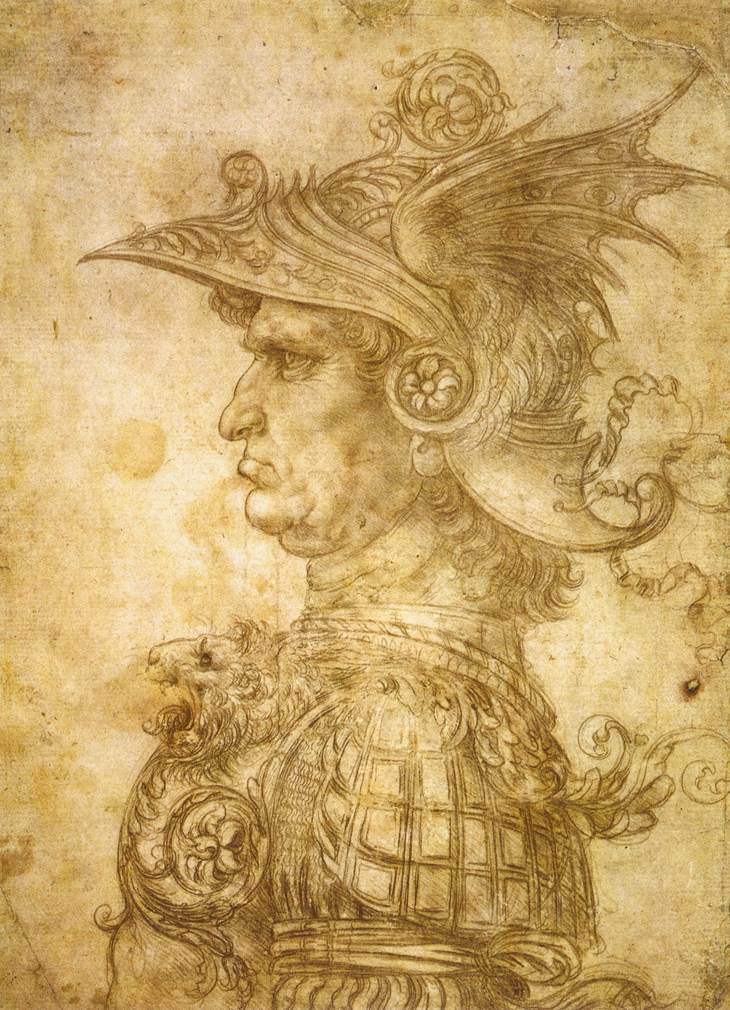
「コンドッティエーレ」（レオナルド・ダ・ヴィンチ）

古代ギリシア、ローマでは当初は市民権を有する者が自発的に軍に参加する市民兵が主力であったが、やがて市民兵制は衰退し、傭兵に頼る割合が増加していった。辺境の民族が傭兵となることが多く、北アフリカ諸部族やガリア人など、のちにゲルマン人の移動が始まると、これを盛んに傭兵として雇ったが、後には国境近辺に定住させ、屯田兵のような形にすることが多くなった。
またマラトンの戦いで重装歩兵の威力を知ったペルシア帝国においても、多数のギリシア人傭兵が雇用された時期がある。兵士の不足したローマ帝国では市民権を得るために補助兵となる植民市民や属州民が多数存在したが、カラカラ帝によるアントニヌス勅令を受けてそうした自由民が市民権を得ると、兵のなり手が不足して、ローマ帝国はその兵力の多くを同盟部族（フォエデラティ）や傭兵に頼ることとなった。
中世においては、西欧の戦闘の主力は騎士を中心とした封建軍であったが、国王の直属軍の補強や戦争時の臨時の援軍として傭兵が利用された。
傭兵となるのは初期にはノルマン人、後には王制の未発達なフランドル、スペイン、ブルゴーニュ、イタリア人などが多かった。ビザンティン帝国では主力としてフランク人、ノルマン人、アングロ・サクソン人傭兵が使われた。この時期の傭兵は敵を倒して雇用主から得る報酬だけでなく、戦場での略奪や敵有力者の誘拐身代金なども収入としていて、戦争を長引かせるヤラセ戦争も行っていた。傭兵の雇用は契約によって成立していたので、敵味方陣営に関わらず最も高値の雇用主と契約することなども行われ、「主君の主君は主君ではない」という言葉がこの時代の傭兵の立場を表している。
国家は傭兵個人とではなく、複数の兵士が集まった傭兵団（フリーカンパニー）と契約していたが、傭兵団も補強のため正式に叙勲されていない自称騎士（黒騎士）やフリーランサーの傭兵を雇い入れていた。
中世の終わりから近世にかけてイタリアの都市国家は独立性を高め、傭兵の需要が伸びたため、シニョーレと呼ばれるイタリアの小君主が私兵ごと売り込んだ。これらの契約形態はコンドッティエーレと呼ばれる。
近世に入ると王権が強くなり、軍隊の維持能力のある国の王は傭兵部隊を中心とした直轄軍を拡大させるようになる（フランス王国におけるスイス傭兵等）。やがて常備軍は自国の兵が中心となるが、戦争が定常的に起こる中、傭兵も大きな役割を果たした（ドイツ傭兵ランツクネヒトなど）。オラニエ公ウィレムが率いたスペインに対する反乱軍も、初期はほとんどがドイツ人傭兵で占められていた。
海軍が大規模に常備されるようになる以前は、海戦の主力は臨時で雇われる海賊や海運業者たちであった。16世紀から18世紀に盛んになった私掠船も民間船に臨時の私掠免許を与えていただけで、海の傭兵ともいえる。
近代以降は、フランス革命により国民国家が創設されると、国民の愛国心に訴えた軍制である国民軍という発想が出てくる。国民軍は傭兵より維持費が安価で、大量動員できることや国家と国民との一体化を図ることができるなどの利点から、傭兵の重要性は低くなった。しかし、アジア、アフリカ、南アメリカ等の植民地化において、傭兵的性格の非正規軍（民兵）が利用された。英印軍のグルカ兵やシク教徒たちもその類だが、19世紀にはスイスが国民の傭兵活動を禁じたことからカナダ出身者の傭兵が多く、クリミア戦争をはじめイタリア統一戦争、南北戦争、メキシコ干渉にも多数参加していたという記録もある。また、フランスでは1831年に、実質上傭兵部隊である「フランス外人部隊」が創設され、現在に至っている。

### 植民地経営と傭兵
ヨーロッパに傭兵の地位の低下が目立ってきた一方、17世紀には各国の東インド会社が自国の権益を現地人や他国の東インド会社から守るために会社軍を編成していた。これはヨーロッパ人の元士官を指揮官として迎え入れ、兵卒は臨時雇用した傭兵で構成されていた。躍した地域はインド亜大陸においてで、そのおもな構成員はドイツやスイスの傭兵部隊、そして現地で募ったスィパーヒー、グルカ兵などの傭兵であった。植民地主義が各国で興り、植民地経営が東インド会社から帝国へと移っても基本的に傭兵の使用に関しては変わらなかった。
この時代には近代的な軍隊（国民軍）を組織していたのはヨーロッパの先進国のみで、多くの国では臨時に編成した民兵部隊や傭兵を支配階級が指揮する旧来的な組織が残っていた。これらの国では軍の近代化のため、友好国から軍事顧問団を派遣してもらうこともあったが、一部では軍事教育を受けたヨーロッパの将校を指導教官として直接雇用することも行われた。雇われた将校は外国人であるため自国の軍人ではなく、『指南役として雇用した傭兵』であった。また火砲の取り扱いなど近代兵器の運用法を習得するため技術将校の招聘も行われており、例としてイギリス軍の技術将校（測量技師）だったウィリアム・ライトは、退役後にエジプト軍に砲撃指揮官として迎え入れられている。日本では幕府陸軍の創設時にヨーロッパへの視察などで独自研究を行ったほか、フランス軍事顧問団の指導を受け、幕府海軍はオランダ海軍から教官の派遣を受けたが、エジプトのように個人と直接契約することはなかった。ただし、フランス軍事顧問団の一部は義勇兵として戊辰戦争に参加した。
第二次世界大戦後に国際連合総会において、1960年に植民地独立付与宣言がなされると、こうした植民地保有国の直接的な植民地経営が困難となった。そのため各国は自国の兵ではなく間接的に、傭兵を使って自国の権益を守ろうとした。たとえば、コンゴから分離したカタンガ国のベルギーによる傭兵の派遣である。（またこの傭兵はビアフラ内戦においてもイギリスに雇われている。この時のイギリスの目的はイボ族の多い地域をビアフラ共和国として独立させることによる石油利権の獲得であった。）こうした傭兵の派遣は国連においても問題とされた。この問題が後の傭兵の募集、使用、資金供与及び訓練を禁止する条約につながる。（参考：安全保障理事会決議161、169など）

### 著名な傭兵
- 西ローマ帝国を滅亡させたオドアケル
- ルネサンス期イタリアの傭兵隊長として、ウルビーノのフェデリーコ・ダ・モンテフェルトロやミラノのスフォルツァ家（フランチェスコ・スフォルツァ、ルドヴィーコ・スフォルツァ）
- 三十年戦争時のアルブレヒト・フォン・ヴァレンシュタインやアンブロジオ・スピノラ
- ギリシア人でありながらペルシア帝国の傭兵として活動したクセノポンやメムノン
- ウィリアム・ウォーカーは、自分の国を持つという野心をかなえるために傭兵部隊を率いて侵略行為を繰り返した。
- ゲッツ・フォン・ベルリヒンゲンは盗賊騎士としてフェーデという制度を悪用していた。また、ドイツ農民戦争で傭兵隊長として民衆に味方しており、史実の人物としてよりも美化されたゲーテの戯曲の主人公として著名である。

### 傭兵の分類
厳密に分類することはできず、実際には、以下のいくつかの特徴を兼ねている場合が多い。
ヴァイキング（ノルマン人）やゲルマン人のように移動してきた、あるいは周辺の異民族
戦闘には勇猛であるが、土地を欲しがり、時には雇用主がのっとられたり、略奪される場合がある。辺境に土地を与えて屯田兵のように定住させることも多い。
イタリアの小領主のように本拠地を持つもの
収入の補完として傭兵稼業を行う。統制は取れており、技術も高い。職業倫理もあり雇い主をあからさまに裏切ることは少ないが、政治的に裏取引を行ったり、手抜きをすることはある。またドイツの小領主のように、封建領主でありながら（つまり主君を持ちながら）複数の相手と参戦契約を結ぶ者もあった。
強盗騎士、山賊、野盗のたぐい
領地の少ない（ほとんど無い）小貴族、騎士などをリーダーとした、あぶれ者（アウトロー）の集団。戦があるときは傭兵として雇われ、無くなると略奪、強盗などを行うため庶民の迷惑の元となった。
常備契約によるもの
決まった相手に定常的に雇用される職業軍人。教皇庁・フランス王国に雇われたスイス人傭兵など。常備軍の先駆ともいえるが、外国人であるがために疑いの目を向けられることも多く、立場は不安定であった。
自らの意志によらないもの
三十年戦争時には傭兵軍の勢力維持のために、たびたび募兵が行われていたが、体格に恵まれた者は強制徴募されることも少なくなかった。また領主が領民を徴兵して「傭兵」として売り払うこともあった。

## 現代の傭兵

### 概要
20 - 21世紀の現代においても各地の戦争・紛争において傭兵は存在し、特に民族・宗教紛争などでは傭兵の存在がちらつく。これには当事者集団に近代戦を行なうだけの能力が不足していたり、敵対勢力より戦力上の優位を素早く獲得するため傭兵を雇うほうが便宜であるといった雇用者側の事情や、経済的な理由により危険はあるもののこれに応じようとする傭兵の成り手側の事情がある。しかし現代では 兵器類は自前で用意しなくてはならず 機密情報流出の懸念があったり そもそも兵器が高度化して 傭兵でも訓練が必要になったりと、少なくとも先進国においては下火となっている。
広義では、雇われて戦争に関する仕事を行う者全てを傭兵と呼ぶこともあるが、ジュネーブ諸条約第一追加議定書の傭兵の定義を要約すると、「主に金銭、利益を目的として雇用され、戦闘行為を行う第三国人、およびその集団で、紛争当事国の軍隊の構成員とならない者」に限定される。
従って、狭義の傭兵では、アフリカなどで活躍した「個人・小グループの傭兵」のみがあてはまる。

#### 傭兵に似たもの
他の「傭兵に似たもの」としては以下のものが挙げられる。
正規軍として扱われる外人部隊についてはフランス外人部隊などを参照のこと。
- 航空機・艦艇などの操縦や整備、訓練を受け持つ技術者タイプ
- 元軍人（特に特殊部隊員）を中心に構成される「民間軍事会社」（個人を指すときはプライベートオペレーターという）タイプ
- フランス軍（フランス外人部隊）、スペイン軍（スペイン外人部隊）、イギリス軍（グルカ兵）などにおける正規軍部隊のひとつとしての外国人部隊
- バチカン市国におけるスイス人傭兵による警護隊
- 麻薬カルテルや独裁者など、反道徳的とされる人物らが雇った私設軍隊（ロス・セタスやリビアのアフリカ系傭兵など）

#### スイス人傭兵
バチカン市国のスイス人傭兵の例は、中世からの慣例に基づく儀仗兵である。現在、スイスの法律では傭兵となることを禁止しており、儀仗兵は唯一の例外とされている（バチカンの聖職者が自力で領域を守る事は出来ない）。

### 個人または小グループの傭兵
通常、著名な傭兵が雇い主と契約を交わし、その傭兵の元に以前からのグループやフリーランスの傭兵が集まるという形態を取る。現代の傭兵は金銭・利益のためだけではなく、しばしば自己の支持する主義・宗教などの側に立って戦うという点で、歴史的な傭兵とは違い、義勇兵的な側面を持っている。

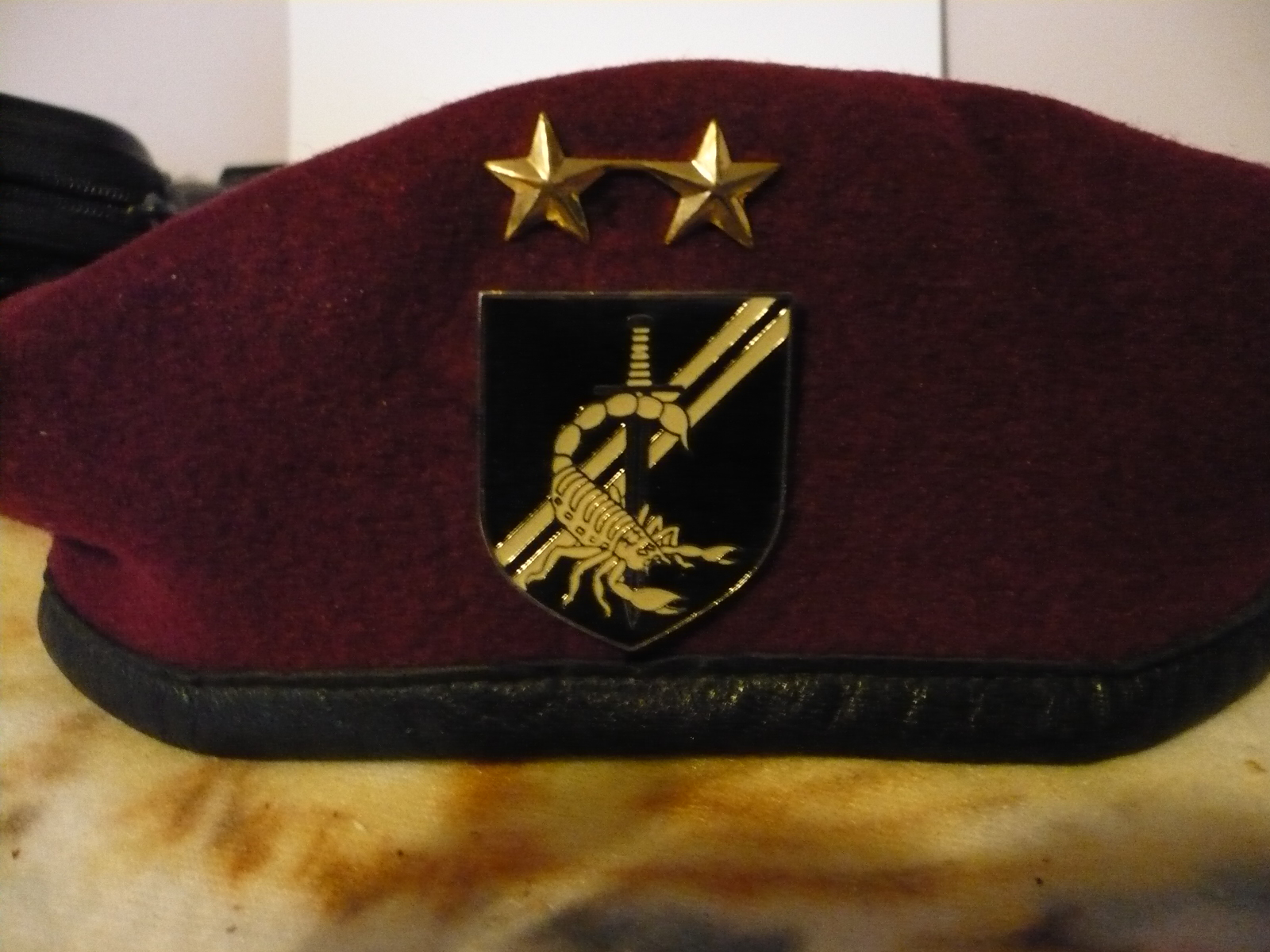
アンゴラ内戦に参加した「ワイルドギース」第5コマンドのベレー帽

#### 傭兵が加わった主な紛争
- コンゴ動乱（1960年 - 1965年）
- ローデシア紛争（1965年 - 1979年）
- ビアフラ戦争（ナイジェリア内戦、1967年 - 1970年）
- アンゴラ内戦（1975年 - 1979年）（1992年-1995年）
- セーシェル（1978年 - 1982年）
- ボスニア・ヘルツェゴビナ紛争（1992年 - 1995年）
- シエラレオネ内戦（1997年 - 1998年）
- コモロ（継続的にクーデターが発生）
- 2011年リビア騒乱（詳細は2011年リビア騒乱#傭兵を参照）
- マリ北部紛争（2012年） - リビアで傭兵をしていたトゥアレグ族が反政府勢力の中心となった。

#### 著名な傭兵
マイク・ホアー（1919年 - 2020年）
インド生まれのアイルランド人でイギリス軍人。第二次世界大戦中はビルマ戦線で日本軍と戦う。退役後、南アフリカへ移住。1961年、第一次コンゴ動乱で白人傭兵企業インターナショナル・カンパニーを設立。第二次コンゴ動乱では第5コマンド「ワイルド・ギース」を率いて活躍。その後、コンゴでの経験から「無能」と思い込んでいたディナール（後述）が、コモロでクーデターに成功したことに刺激され、1981年のセーシェルのクーデターに参加するが失敗。脱出時に民間航空機を強奪したため、ハイジャック容疑、反傭兵法違反で10年の刑を受け、1988年に釈放される。自らをモデルとした映画『ワイルド・ギース』の監修もした。
アリステアー・ウィックス
イギリスで生まれローデシアに移住。ローデシア軍人。オックスフォード大学出身。第一次コンゴ動乱でインターナショナル・カンパニーに参加。第二次コンゴ動乱ではマイク・ホァーの副官を務める。マイク・ホァーはウィックスを最も信頼出来る副官と評している。コンゴ動乱終結後、ビアフラ戦争へビアフラ側として参加を画策するがジョン・ピータースの妨害によって失敗し、その後は行方不明。
ロジャー・ファルケス(1924年 - 2011年)
フランス人。レジスタンスとして第二次世界大戦を戦ってからサン・シール陸軍士官学校を卒業し、フランス外人部隊の士官としてインドシナやアルジェリアで戦う。軍を辞してからは傭兵となり、イエメンやカタンガ共和国で戦う。
ジークフリート・ミュラー（1920年 - 1983年）
ドイツ人。第二次世界大戦にはドイツ国防軍の戦車猟兵として参加した。戦後、アメリカ陸軍の軍属や再軍備委員などを経てコンゴ動乱の折に傭兵となる。マイク・ホアーの元で戦った。後にいくつかの映画で登場人物のモデルにされた。
ジョン・ピータース
イギリスで生まれローデシアに移住。ローデシア軍人でローデシアSASに所属。1964年、第5コマンドに入隊し、ホァーの右腕として活躍。1965年には、ホァーより第5コマンドの指揮権を引き継ぐ。その後、ビアフラ戦争にナイジェリア政府側として参加を画策するが失敗し、行方不明。
ボブ・ディナール（1929年 - 2007年）
フランス人。フランス軍人としてインドシナ、モロッコで戦う。以降、傭兵としてジンバブエ、イエメン、イラン、ナイジェリア、ベニン、ガボン、アンゴラ、ザイール（現・コンゴ民主共和国）、コモロで戦う（主に共産勢力と戦い、フランス政府の暗黙の支持があったと考えられている）。ディナールの指揮する第6コマンドの戦闘力には問題が多く、ホァーからは無能な指揮官と評されていたが、これは第6コマンドの任務が後方の治安維持が主のため、性質上、ホァーの部隊のような迅速な行動ができなかったうえに、そもそもディナールは中間管理職であり、指揮権はベルギー大使館の武官にあったことを知らなかった誤解からと思われる。ディナールに言わせれば、ホァーは(人質救出を急がねばならない事情もあるにせよ)慎重さを欠き、事実、第5コマンドは戦果と引き換えに死傷率は40%に上っている。決して無能な人物ではなく、大統領の警護隊長という立場で長くコモロの実質的支配者となっていた。1995年、コモロで逮捕された後、フランスへ送還され、10ヶ月服役する。晩年はアルツハイマー病を患っていた。
ジャン・シュラム（1929年 - 1988年）
ベルギー人でマイク・ホアー、ボブ・ディナールなどと共にコンゴで戦う。元々軍人ではなく、地元の裕福な農場主で実業家。第10コマンドの指揮官で「ブラック・ジャック」の異名を持つ。1967年7月、独裁化したモブツ政権に、コンゴでの白人資産の接収を危惧し、また部下として苦楽を共にしてきたカタンガ人への迫害が現実のものとなったため、ディナールと組んで、カタンガの元首相チョンべを担ぎあげた傭兵による反乱を起こすが、チョンべが誘拐されて出ばなをくじかれ、反乱は失敗する。なお、ディナールはこの反乱のための武器を運ぶ際、流れ弾で負傷したり、アンゴラで騒動に巻き込まれて足止めされたりして、反乱には参加できなかった。1968年にはベルギーに帰国するが、コンゴでモブツに反乱計画を漏らそうとしたベルギー人を殺害したとされ、その容疑で逮捕される。保釈中の1969年にベルギーを出国しその後は行方不明となる。その後、1988年にブラジルで死去したと言われている。
コスタス・ゲオルギウ（1951年 - 1976年）
キプロス人。「カラン大佐」の異名を持つ。イギリス陸軍の落下傘連隊に所属し、部隊では射撃の名手として知られるも素行不良で除隊、銀行強盗で服役する。アンゴラ内戦で最初は看護士としてボランティア活動に参加し、この時は周囲からはかなり慕われていたようである。しかしアンゴラ民族解放戦線のために戦う傭兵部隊を率いるようになると、性格の異常さが明白になる。個人的には非常に勇敢であり、恐らく一人で100人以上の敵を倒しているが、指揮官としての能力不足と、残虐で独裁的な性格により、白人傭兵も含む100人以上の隊員を命令無視のかどで処刑しており、結局はこのことが原因で味方からも見限られ、敵中に孤立してしまった時に救援を得ることが出来ずにアンゴラ政府軍および顧問のキューバ軍に逮捕され、裁判の末に銃殺刑に処された。
ピーター・マッカリース（1942年 - ）
イギリス人。イギリス軍ではSASに配属され、アンゴラ内戦に傭兵として参加した後ローデシアSAS、南アフリカ国防軍第44空挺部隊に参加する。その後COINセキュリティ・グループの一員としてコロンビアでメデジン・カルテルをスポンサーとする準軍事組織を訓練し、後にパブロ・エスコバルの暗殺作戦に参加。ロシアではボディーガードの養成を行った。その他アルジェリア、イラクでも活動した。
ヤイール・クライン
イスラエル人。イスラエル国防軍に所属後、スピアヘッド・リミテッドを設立。コロンビアのメデジン・カルテルの準軍事組織や右翼武装集団に武器や訓練サービスを提供した。その後革命統一戦線に武器を供給した容疑でシエラレオネ当局に拘束されるも脱走。2007年にコロンビアでのテロ支援容疑からインターポールより国際指名手配を受け、同年8月にロシアのモスクワで逮捕される。
サイモン・マン（1952年 - ）
イギリス人、イギリス軍人。裕福な家庭に生まれ、イートン校を卒業後、陸軍士官学校に入学。近衛歩兵第三連隊に配属されるが、SASに志願。軍を退役した後、傭兵になる。アンゴラとシエラレオネで傭兵企業「エグゼクティブ・アウトカムズ」を派遣し、後に傭兵企業「サンドライン・インターナショナル」を設立。パプアニューギニア政府に雇われブーゲンビル島の反乱を鎮圧を依頼される。1997年、引退し南アフリカへ移住。近所にはスペンサー伯爵やマーク・サッチャー（マーガレット・サッチャーの息子）などのイギリス上流階級の邸宅が立ち並んでいた。2004年、ジンバブエで赤道ギニアのクーデターを計画した容疑で逮捕、7年の刑を受けた。この作戦はマーク・サッチャーが資金援助に加わったとされる。口は達者だが指導者としての能力はからっきしだと評判が悪い。
ニック・ドゥトワ
南アフリカ人。軍時代は第32大隊と特殊部隊旅団に所属する。エグゼクティブ・アウトカムズの一員としてリベリア・アンゴラ・シエラレオネで戦い、武器売買やダイヤモンド取引などの事業にも関わるようになる。しかしその後、サイモン・マンのクーデター未遂事件で逮捕される。
コバス・クラセンス
南アフリカ人。南アフリカ陸軍を除隊後エグゼクティブ・アウトカムズに所属。同社を去った後は警備会社を起業し、ヘリテージ・グループ社長が紛争地帯における鉱山利権に興味を示していたと発言する。映画「ブラッド・ダイアモンド」でレオナルド・ディカプリオが演じていた元傭兵のモデルと言われている。
フレッド・マラファノ（1940年 - 2013年）
フィジー領のロツマ島出身で、イギリス陸軍に入隊後SASの隊員となる。シエラレオネ内戦においてはエグゼクティブ・アウトカムズに入社した他、自警団カマジョーを率いて革命統一戦線と戦う。
ニール・エリス(1949年 -)
南アフリカ人。ローデシア軍に所属し、その後南アフリカ空軍に所属。エグゼクティブ・アウトカムズとサンドライン・インターナショナルに所属して、40代半ばと比較的高齢だったにもかかわらず、シエラレオネでは、助手二人とともに、それぞれ国内にたった一機しかなかった飛行可能なMi-24およびMi-8ヘリコプターを操縦して奮戦し、二度にわたってRUFの首都攻撃を阻止して、政府の崩壊を防いだ。この時の活躍で「ガンシップエース」の異名を取っている。その他、50代に入っても精力的に活動しており、イギリス特殊空挺部隊のイギリス軍兵士救出作戦にも参加する。
ボブ・マッケンジー（1948年 - 1995年）
アメリカ人。アメリカ陸軍の軍人として、ベトナムで戦う。その後ローデシアSASの隊員としてローデシアで戦い、以降、傭兵としてエルサルバドル、ボスニア、ブーゲンビル島などで活躍。1995年、シエラレオネの反政府勢力の革命統一戦線 (RUF) をダイヤモンド鉱山などから追い払うため、「グルカ・セキュリティー・グループ」(GSG) の司令官としてグルカ兵を引き連れて、シエラレオネに到着するが、到着後すぐにRUF軍の待ち伏せ攻撃に会い、RUFのゲリラとの戦闘で死亡。遺体は見せしめとしてRUFのゲリラに食べられた。
ロルフ・シュタイナー（1933年 - ）
ドイツ人。第二次世界大戦時にはヒトラー・ユーゲントに参加したため、この世代のドイツ人としては当然のことなのだが、「ナチスの亡霊」呼ばわりされる。なお、国民突撃隊に参加したともいわれているが、それは誤解らしい。戦後、フランス外人部隊に加わり第一次インドシナ戦争やアルジェリア戦争に参加。除隊後傭兵となり、カタンガ国に雇われコンゴ動乱にも関わる。フランス政府の紹介でビアフラ共和国に雇われる。シュタイナーは傭兵とビアフラ兵で「シュタイナー軍団」と呼ばれた第4奇襲旅団を編成して大きな成果をあげるが、ストレスから精神にやや異常を来していたという。泥酔した状態でビアフラの指導者チュクエメカ・オジュクのところに押しかけて無礼を働いたとのことで、仲が悪くなって追放された。1969年には、スーダン内戦で、南部黒人反政府勢力を支援するが失敗。ウガンダで怪我の療養をしていたところ、ウガンダ政府に拘束され、スーダン政府に身柄を引き渡される。死刑を宣告されたが、西ドイツ政府の尽力により、国外追放で西ドイツに帰国。体調を崩し、現役から引退した。フレデリック・フォーサイスの小説『戦争の犬たち』に同名の傭兵が登場し、そのモデルにもなっている。
ジョン・バンクス（1946年 - ?）
イギリス人。イギリス空挺部隊に参加、除隊後傭兵になる。1975年、傭兵会社「インター・ナショナル・セキュリティー・オーガナイゼーション」を設立し、ローデシアで仕事をするために大々的な傭兵募集を行う。しかし、土壇場で金主がキャンセルしたため、募集は中止に追い込まれる。金主はイギリス政府で、ローデシアへの交渉圧力カードとして利用されたといわれている。その後、アンゴラ内戦に参加するが、行方不明となる。
カール・グスタフ・フォン・ローゼン（1909年 - 1977年）
スウェーデン人。スウェーデンの貴族で、伯爵である。傭兵と言うよりも押しかけ義勇兵の性格が強い。ナチス・ドイツの国家元帥ヘルマン・ゲーリング夫人カリン・フォン・カンツォフは実の姉。父エリック・フォン・ローゼンは1916年のフィンランド独立戦争に義勇兵として参戦し、その功績をたたえられてエリックが使用していた青いスワスチカは国章として使用される。カールは民間航空会社のパイロットであったが、ビアフラ戦争でビアフラ共和国への支援物資を運搬したことを契機に、ビアフラ空軍再建に関わり、自ら作戦指揮も執る。さらに、エチオピア内戦で飢餓に苦しむ難民に支援物資を投下する「エチオピアの爆撃」を行う。しかし、1977年にエチオピアで地上待機中にソマリア人ゲリラに襲撃され死亡した。
ウィリアム・アレクサンダー・モーガン（1928年 - 1961年）
キューバ革命勢力「7月26日運動」に参加したアメリカ人で、社会主義を目指したカストロ政権で、処刑される。
ヤン・ズムバッハ（1915年 - 1986年）
ポーランド人。第二次世界大戦においては第303戦闘機中隊に所属したエースパイロット。戦後は共産化した祖国に帰国できず、スイスに居住。コンゴ動乱やビアフラ戦争に関与する。
毛利元貞
自衛隊脱柵後、フランス外人部隊も脱走した、危機管理能力が高い元傭兵の軍事アドバイザー、作家。
柘植久慶
コンゴ動乱に参加。自称であり、事実であるかは不明。
高部正樹
アフガニスタン紛争にて初の実戦を経験。その後カレン族と共に戦い、またクロアチア傭兵部隊「ビッグ・エレファント」の一員として、ボスニア・ヘルツェゴビナ紛争に参戦した経験を持つ。著書によると「日本で資金を集めて、（自分を鍛えるために）海外で戦う」がモットーである。高部によれば、前線の軍隊では自分の気に入らないものを銃殺する誤射を装った同士討ちが頻発しており、自分の命を守る上で重要なことは、軍隊内で敵を作らないことだという。
斎藤昭彦（1961年1月5日 - 2005年5月）
第1空挺団に所属する陸上自衛官であったが退職し、1983年6月から2004年12月までフランス外人部隊に在籍。部隊での最終的な肩書きは上級特務曹長。民間軍事会社「ハート・セキュリティ」社に傭兵として雇われイラクで活動していたところをイスラーム武装組織「アンサール・スンナ軍」に拉致され、殺害された。（民間軍事会社の項も参照のこと）
テッド・新井(1931年 - 2007年2月5日)
朝鮮戦争参加後、南アフリカの傭兵チーム「LBRT」に所属。その後射撃のインストラクターとなり、ボリビアに活動拠点を移した直後の観光旅行中に強盗に射殺される。
傭兵企業と呼ばれた会社
- エグゼクティブ・アウトカムズ（1998年閉鎖）
- サンドライン・インターナショナル（2004年閉鎖）
- グルカ・セキュリティ・ガード
- インターナショナル・スペシャル・ガーディアンズ
- ブラックウォーターUSA（現Xe社）

### 航空機・艦艇などの操縦や整備、訓練を受け持つ専門家タイプ
これは、冷戦時代に数多く見られたケースで、航空機や艦艇の製造国である先進国のパイロットや技術者が、発展途上国の空軍や海軍に派遣されて技術指導や訓練ばかりでなく、実戦にも参加するケースである。現在の兵器が極めて精密緻密なために、高度な技術を保有しなければ運用・整備ができなくなっているためという事が大きい。
たとえば、リビア空軍やスーダン空軍、初期のエジプト空軍などでは旧ソビエト連邦から派遣されたパイロットが航空機を運用していた。また、第二次世界大戦以前のタイ海軍は外国人の海軍士官が多く存在しており、彼らが艦艇の運用とタイ人海軍兵士の訓練を担当していた。また、やはり第二次大戦中のアメリカが、日中戦争で中国支援の為の義勇部隊（空の賞金稼ぎ）「フライング・タイガース」を活動させようとしていた（結局、実際に部隊が戦闘に参加したのは日米開戦後になった）。この他、中華人民共和国やフランス、北朝鮮などがパイロットや教官を発展途上国に多く派遣しているといわれる。ベトナム戦争中にCIAが関わった「エア・アメリカ」もこの一と言えよう。
アフリカ諸国など発展途上国においては空軍は装備ばかりでなく訓練システムも貧弱であり、自国民のパイロットが育成できない場合も多い。この場合、内戦・クーデターなど緊急事態においては傭兵のパイロットが航空機の運用に関わる事がしばしばある。チャドの内戦においては、チャド空軍のA-1スカイレイダー攻撃機はもっぱらフランス人傭兵が運用していた。
この場合、契約は国家間もしくはそれにメーカーを加えたケースが多い。もっとも、国家間で協定がなされ専門家が派遣されるような場合に、実質的にそれをどこまでが傭兵であり、どこからが軍事支援・軍の派遣などであると捉えるかの線引きは、明らかなものではない。
さらに、先進諸国であっても、軍の合理化策として比較的機密事項の少ない輸送・訓練・支援（給油など）を民間企業（元軍人が経営する事が多い）に委託する事もあり、この点でも線引きは曖昧になりつつある。（詳しくは民間軍事会社を参照のこと。）

### 退役軍人（特に特殊部隊員）を中心に構成される「民間軍事会社」タイプ
このタイプの傭兵については民間軍事会社 (PMC) の項も参照。
純粋な営利目的として内戦やクーデターに関わるという事で、歴史的な意味での傭兵にもっとも近いといえる。ただし、特殊作戦や航空作戦を除いて直接実戦に参加する事は少なく、顧問・教官という形で間接的に実戦に参加する。「雇用主」は正規の政府が多く、時には油田や鉱山などその国に利権を持つ大企業である場合もある。
こうした傭兵は元特殊部隊員などの軍人出身者（退役軍人）が多く、組織化されて企業化されている事もある。イギリス、アメリカ、南アフリカ（現在は非合法化）などにこうした企業が存在する。大手企業の一部には戦車、装甲兵員輸送車、榴弾砲、攻撃ヘリコプターといった、正規軍と大差ない装備を独自に保有している事もある。
ただし、表向きは「民間警備支援サービス」などと称する場合がほとんどである（更に、民間軍事会社所属の傭兵は、「警備員」「警備会社社員」と称すことも多い）。実際に、当初は発展途上国や治安の悪化している国においてオフィス・工場・鉱山などの警備をしていた者を、発展途上国の政府が見込んで依頼をしたというケースが多い。
需要者としては発展途上国に多い。これらの国の政府軍は技術・装備に乏しく、また士気に問題があることもあって兵士としての十分な行動に期待できない場合がある。特に内戦を抱える発展途上国は冷戦時代には各陣営から支援を受けて軍事力でそれを抑え込んでいたが、冷戦が終わりそれもなくなってしまうと、そうした発展途上国は反乱分子の鎮圧を民間軍事会社に頼るようになった。
さらに、内政不干渉の原則などにより正規軍兵士の身分を持つ者が関わる事が困難な任務も存在する。このような場合、政治的リスクが小さい傭兵を受け入れるという事になる。アフリカ諸国では旧宗主国の思惑がからむ場合も多く、例えば、アンゴラ内戦においては、冷戦期に敵であった南アフリカ軍の元兵士達を主力とする傭兵企業「エグゼクティブ・アウトカムズ」が、1990年代に政府軍の支援を行い、一定の成果を上げたといわれる。また、西側先進国政府が雇用主であることも多い。この場合、世論の動向から表立って軍事介入はできないが、国益やビジネスのためのかなり「ダーティー」な解決法として利用される。当然露見した場合のリスクはかなり高い。
さらに近年、軍事予算の削減や正規軍兵士の戦死が世論から非難を受けるという傾向を踏まえ、危険性の高い地域でのパトロール任務を民間「警備」会社に委託するケースも見受けられるようになっている。イラク戦争においても正規軍以外に要人警護や特殊任務に参加している「民間人」が確認されている。これらもこうした傭兵の一つと考えられる。

### 傭兵になった場合の法的問題
国家が編成した軍隊の外人部隊へ入隊した者は国が身分を保障するため、法的には傭兵ではなく正式な軍人として扱われる。一方で、企業や個人が雇用する傭兵の場合は、「非合法戦闘員」あるいは単なる犯罪者と解釈され、捕虜になったとしてもジュネーブ条約における捕虜の規定が適用されずに処罰される可能性が高い。また、自国の在外機関や軍の救難部隊の援助を求めることは困難である。さらに、後者で敵戦闘員やテロリスト等を殺害した場合、たとえ無事に帰国しても、殺人罪の国外犯として自国政府に罰せられる可能性がある。
国によっては傭兵になること自体を犯罪行為としている国もあり、マイク・ホアーやサイモン・マンのように反傭兵法で実刑を受けた例もある。反傭兵法では傭兵の雇用者や資金提供者も処罰の対象としており、2005年1月にマーガレット・サッチャーの長男であるマーク・サッチャーが赤道ギニアのクーデターを企んでいた傭兵のサイモン・マンへ資金援助を行った容疑で逮捕され反傭兵法で起訴有罪になっている。日本ではISILの戦闘員としてシリアに向かうことを計画した大学生に私戦予備罪・私戦陰謀罪の捜査対象とされた。
このように現代では法的な民間軍事会社の立場が非常に不明確であることが問題となり、2008年9月17日にモントルー文書として民間軍事会社の人員に対する指針が作成された。指針であり条約ではないため、批准国であっても守る義務は無いがどう扱うべきか判断する基準となっている。2009年9月現在、スイスのモントルーでモントルー文書を正規の条約とするための会議が行われている。

### 末端兵士の賃金
2010年代にリビアやナゴルノカラバフに送られたシリア人の傭兵の例では、月給3000ドルと死亡時の遺族補償金7万5000ドルで契約を行うものの、実際はブローカーの手により中抜きが行われ月給は800-1400ドルとなることが報告されている。とはいえ、遺族補償があるのは良心的で、有名なPMCのアメリカ人傭兵であっても、採用時には死亡補償は無いと警告されることが多い。